# استخوان‌بندی

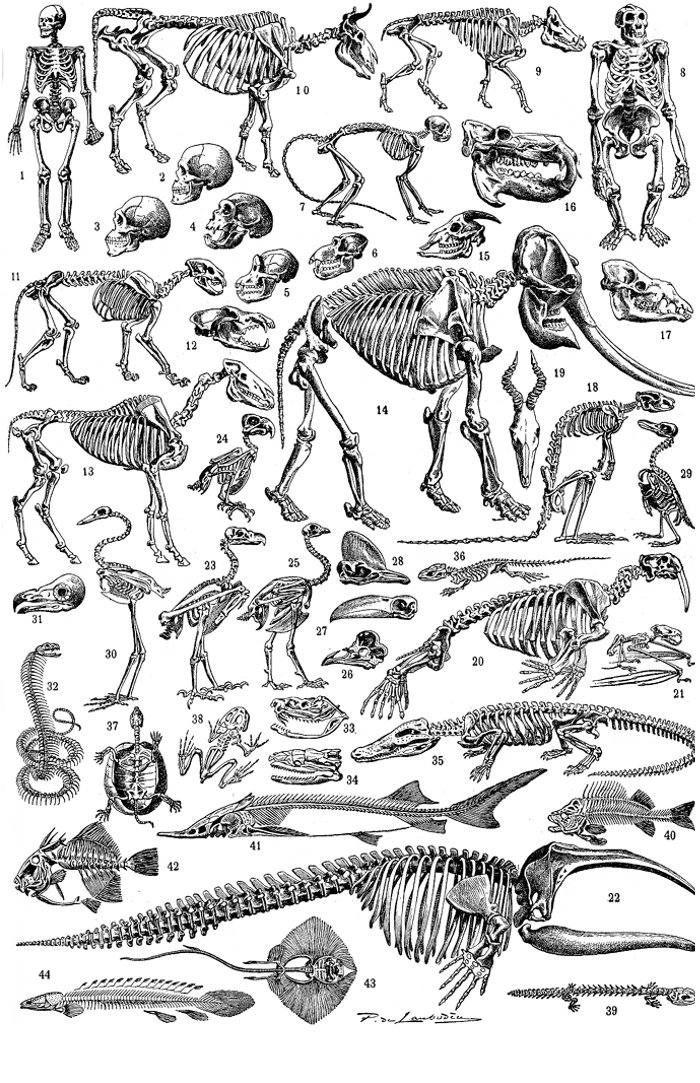
پستانداران: ۱ انسان ۲ جمجمه ۳ جنوبی کپی ۴ نئاندرتال ۵ شامپانزه ۶ عنتر دم‌کوتاه ۷ شست بریدگان ۸ گوریل ۹ گراز ۱۰ گاو ۱۱ شیر ۱۲ گرگ ۱۳ اسب ۱۴ فیل ۱۵ بز ۱۶ اسب آبی ۱۷ شتر ۱۸ کانگورو ۱۹ ایمپالا

استخوان‌بندی یا اِسکِلِت (به فرانسوی: Squelette)، از واژهٔ یونانی σκελετός [سْکِلِتُس] به معنی «بدن خشک‌شده» یا «مومیایی») در زیست‌شناسی داربست یا چارچوبی از استخوان‌های مربوط به هم است که به بدن شکل می‌بخشد. استخوان‌بندی وظیفه حفظ و نگهداری بدن جانوران و همچنین حرکت راحت‌تر و سریع‌تر را بر عهده دارد. جانوران مهره‌دار دارای اسکلت داخلی و اکثر جانوران بی‌مهره دارای اسکلت خارجی می‌باشند. تنها تعداد کمی از جانوران همانند کرم‌خاکی هستند که هیچگونه استخوان‌بندی‌ای ندارند.

## استخوان‌بندی انسان
در بدن انسان استخوان بندی شامل دو دسته کلی زیر می‌گردد:
- اسکلت محوری (axial skeleton)
- اسکلت اندام‌ها (appendicular skeleton)

در مجموع در بدن انسان حدود ۲۰۰ استخوان وجود دارد. قسمت محوری شامل جمجمه، ستون مهره‌ها و اتصالاتشان، دنده‌ها و جناغ سینه است. اسکلت ضمیمه شامل دست و پا و در جانوران شامل بال پرواز و باله شنا می‌باشد که از نظر تکاملی بعداً به قسمت اولیه اضافه می‌شوند.

## نگارخانه

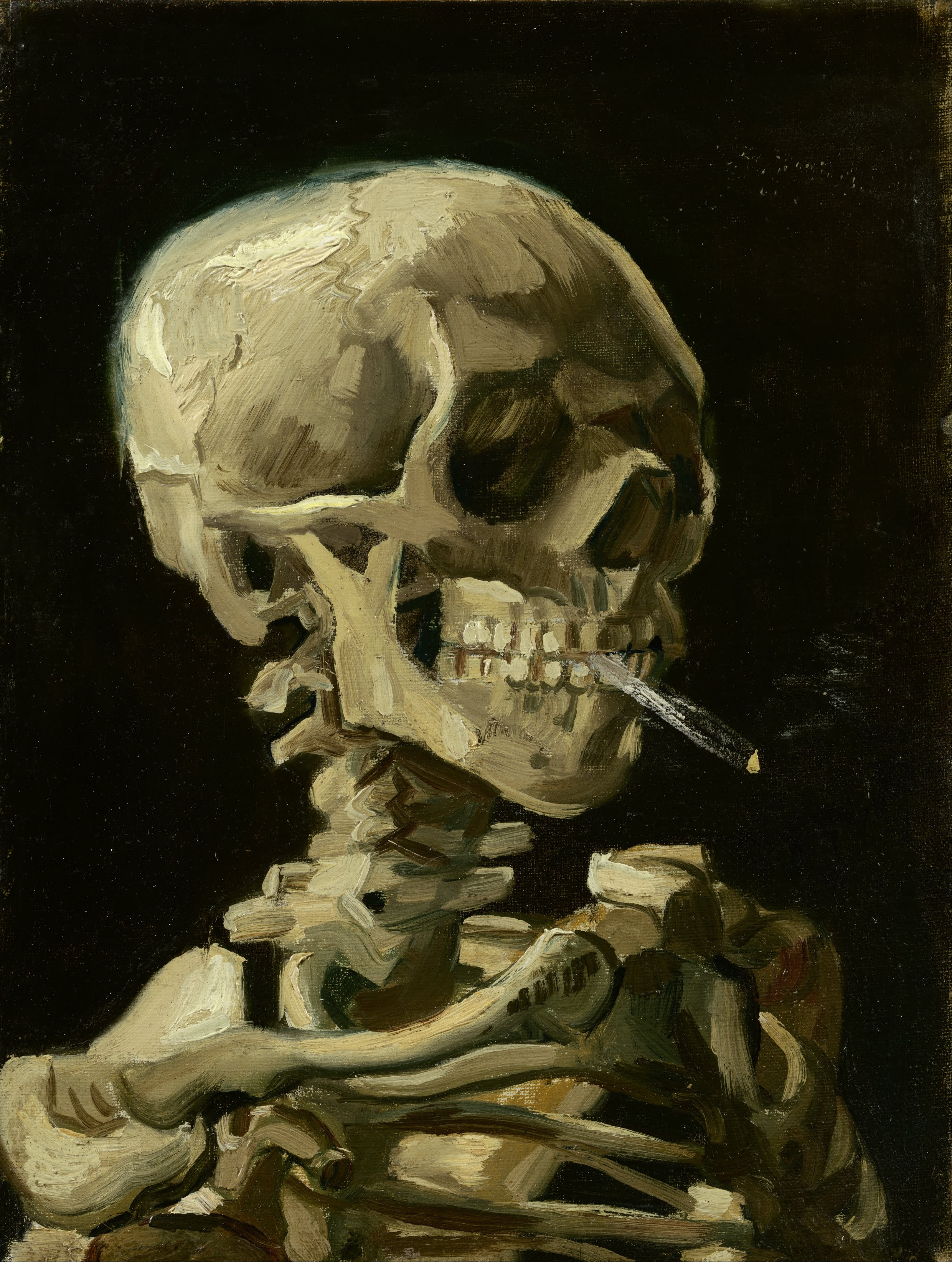
اسکلت با سیگار روشن اثر ونسان ون گوگ